# Акрель, Олоф
Олоф аф Акрель (швед. Olof af Acrel; 1717 — 1807) — выдающийся шведский хирург.
Олоф Акрель родился 27 ноября 1717 года в окрестностях города Стокгольма.
В истории хирургии занимает почетное место среди учёных, поднявших эту часть медицины из фельдшерского искусства на степень науки. Олоф Акрель стал первым шведским врачом, который начал заниматься хирургией в офтальмологии.
Совершенствовался за границей и практически работал во время войны за австрийское наследство, по окончании которой был назначен организатором вновь открытого в Стокгольме лазарета серафимов и первым его обер-хирургом.
Начиная с 1755 года Акрель в качестве профессора читал публичные лекции, в 1776 году назначен генерал-директором всех шведских больниц и лазаретов и в 1780 году возведен в дворянское достоинство.
Олоф Акрель скончался в нынешней столице Швеции городе Стокгольме 28 мая 1806 года в возрасте восьмидесяти девяти лет.
Признанный швейцарский анатом, физиолог Альбрехт фон Галлер был очень высокого мнения о написанном Акрелем в 1745 году сочинении «Om Friska särs ogenskaper».
Труд Олофа Акреля «Kirurgiska handelser» (1759) был переведён на немецкий и голландский языки.

## Награды
- Орден Вазы, рыцарский крест (RVO1kl) (15 мая 1776)
- Дворянство королевства Швеция (1 ноября 1780, род внесён в рыцарский матрикул королевства Швеция в 1781 году под № 2130)[2]
- Орден Полярной звезды, рыцарский крест (RNO1kl) (28 апреля 1795)
- Орден Вазы, командорский крест (KVO1kl) (16 ноября 1799)